# Simulium duodecimum
Simulium duodecimum es una especie de insecto del género Simulium, familia Simuliidae, orden Diptera.
Fue descrita científicamente por Gibbins, 1936.